# 亚历山大·亚历山德罗维奇·鲍里索夫
亚历山大·亚历山德罗维奇·鲍里索夫（羅馬化：Aleksandr Aleksandrovich Borisov；1974年8月17日—）是俄罗斯政治人物，第八届国家杜马代表。1997年从西北管理学院毕业后，鲍里索夫开始在圣彼得堡的一家公司担任律师。后来他继续在各个工厂工作，包括“Mekhanichesky Zavod”和“Leninez”。
他的政治生涯始于2005年，当时他被任命为统一俄罗斯全俄公共组织青年卫队中央参谋长。2009年至2017年，他担任联邦委员会议员，并于2013年被任命为社会政策委员会副主席。2017年至2021年，他担任统一俄罗斯党中央执行委员会主席。2021年9月起担任第八届国家杜马代表。
鲍里索夫于2022年因俄乌战争而受到美国财政部制裁。